# Lanfranco Radi
Lanfranco Radi (Foligno, 14 novembre 1932 – Foligno, 19 giugno 2006) è stato un artista e architetto italiano.

## Biografia
Il primo approccio con la pittura avviene sul finire degli anni quaranta con Ugo Scaramucci (1883 – 1970), esperto pittore e salace caricaturista folignate. Importante fu anche la lezione di Carlo Frappi (1912 -1946), padre del pittore Luigi (1938). Dopo gli studi liceali, Radi lascia Foligno e si iscrive alla Facoltà di Architettura di Firenze. Qui segue i corsi tenuti da maestri come Adalberto Libera, Ludovico Quaroni e Leonardo Ricci. Poco prima di conseguire la laurea, distolto dal lavoro e da vari interessi di ricerca, abbandona gli studi e torna a Foligno.
A Foligno nel 1959, insieme a Bernardo Bolli, Alvise Cecconelli e Lanfranco Cesari dà vita alla Mostra concorso dell'umorismo, alla quale prende parte con disegni e sculture di carta. L'esposizione prosegue con cadenza annua fino al 1966 e riprende, con la collaborazione di Radi, nel 1985 con il titolo di Humourfest.
Alla fine del 1962 l'Amministrazione comunale e la Soprintendenza alle Belle Arti dell'Umbria, affidano a Radi uno studio per l'intervento di restauro negli ambienti più antichi di Palazzo Trinci. Dopo alcuni mesi di rilievi Radi presenta il progetto che rese possibile, alla fine del 1963, il ripristino della Scala gotica medievale e degli appartamenti di Costanza, riscoprendo una preziosa decorazione pittorica a motivi geometrici e fitomorfi (metà XIV secolo circa).
Sempre in quegli anni stringe amicizia con Dino Gavina e ha la possibilità di conoscere e frequentare i personaggi che animavano la fabbrica Gavina di Foligno: Carlo Scarpa, presidente della società, Lucio Fontana, Ettore Colla, Giuseppe Capogrossi, Kazuhide Takahama, Gino Marotta e molti altri protagonisti di arti e industrial design. Nel 1982 per Dino Gavina progetta la sedia in metallo "Stella", ispirata alle sedute da campo militari statunitensi, poi commercializzata dal marchio Simon Gavina.
Insieme a Gino Marotta e con il sostegno di Lucio Fontana, nel 1967, idea, promuove ed organizza nel restaurato Palazzo Trinci, la celebre mostra di arte spaziale Lo spazio dell’immagine, che dal 2 luglio al 31 ottobre coinvolse un folto gruppo di giovani artisti emergenti, attorno alla riproposizione dello storico ambiente spaziale nero del 1949 di Lucio Fontana e alla grande antologica di Ettore Colla.
Negli anni successivi Radi intensifica la sua attività di progettista di nuovi edifici e di restauri architettonici, valorizzando il suo antico amore per i temi dell'ambiente e della tutela del patrimonio storico e paesaggistico.  Le conoscenze acquisite e l'amore per il dettaglio lo portano a pubblicare nel 1997 con il figlio Lorenzo Foligno in particolare, introdotto da Paolo Marconi, il volume è stato un riferimento fondamentale nella ricostruzione del dopoterremoto.
A partire dagli anni sessanta la produzione pittorica riprende con maggiore costanza e, ripartendo dal paesaggio, conquista alla metà degli anni settanta una personale cifra stilistica che si concretizza in un universo astratto coinvolgente e colto.
La pittura fu per Radi un esercizio quotidiano, coltivato con estrema cura e perizia. La grande duttilità ed abilità gli permise di transitare con facilità dal figurativo all'astratto, differenziando la sua attività pittorica in tre principali filoni distinti (rappresentazione botanica, paesaggio, quadri astratti), accomunati da un unico e chiaro disegno poetico: "I segni colorati che liberamente traccio con il pennello, a poco a poco entrano in vibrazione e destano un senso di stupore e di meraviglia simile a quello che si prova di fronte a certe manifestazioni della natura: i colori assumono valenze musicali e sprigionano una luce trascendentale (Lanfranco Radi).
Intenso fu l'impegno nell'illustrazione botanica in parte documentata nelle due pubblicazioni: Hortus Celatus (1996),  con un saggio critico di Italo Tomassoni, con oltre 130 tavole di piante spontanee eduli della tradizione popolare; Hortus Mirabilis (1999), 110 tavole su fiori e frutti che accompagnano un racconto autobiografico di Giampaolo Rugarli. Molti disegni botanici furono esposti a Corciano e Benevento nel 1991; a Bologna e Torgiano nel 1994; Nocera Umbra nel 1995; a Magonza nel 2004.
Per le sue illustrazioni botaniche Radi ha ricevuto nel 2000 il Premio speciale della Giuria al premio internazionale Giardini Botanici di Hanbury, evento legato al Premio Speciale Grinzane Cavour dello stesso anno e il Premio Internazionale Benozzo Gozzoli per l'ambiente naturale a Montefalco.
I paesaggi e i quadri astratti accompagnarono Radi in un volontario, semi isolamento pittorico, spezzato soltanto da rarissime e selezionate mostre. La prima ha luogo presso la chiesa di San Martino a Spello nel 1993. Segue l'edizione di Arte Fiera di Bologna del 1994, alla quale Radi partecipa con una personale per la galleria Studio Progetto di Bettona. Il pittore folignate torna ad esporre con cinque quadri astratti, su invito di Dino Gavina, nel 2001 nella collettiva curata da Silvia Pegoraro: "Venti artisti a Sassocorvaro. Un progetto di Dino Gavina sull'arte contemporanea". Nello stesso anno partecipa con due opere gouache su carta a "In Cartis Mevaniae", curata da Antonio Carlo Ponti. Infine, nel 2005 è a Villa Fidelia di Spello tra gli artisti di "Terra di maestri – Artisti umbri del novecento IV (1960-1963)" a cura di Antonio Carlo Ponti e Fedora Boco, per la quale presenta tre paesaggi realizzati nel 1960.
È stato Accademico di merito dell'Accademia di Belle Arti Pietro Vannucci di Perugia.
Lanfranco Radi si spegne a Foligno il 19 giugno del 2006.

## Opere
- Lanfranco Radi. Hortus Celatus. ACRI, 1996.
- Lanfranco Radi, Lorenzo Radi. Foligno in particolare - elementi tipologici dell'edificazione storica. Comune di Foligno, 1997.
- Lanfranco Radi, Giampaolo Rugarli. Hortus Mirabilis. ACRI, 1999.